# Tanzi (Taizhong)
Tanzi (chiń. upr. 潭子区; chiń. trad. 潭子區; pinyin Tánzǐ qū; Wade-Giles T’an-tzu ch’ü) – dzielnica (chiń. 區, qū) w rejonie górskim miasta wydzielonego Taizhong na Tajwanie. 
23 czerwca 2009 komitet przy Ministrze Spraw Wewnętrznych Republiki Chińskiej zarekomendował scalenie dotychczasowego powiatu Taizhong (chiń. trad. 臺中縣; pinyin Táizhōng xiàn) i miasta Taizhong (chiń. trad. 臺中市; pinyin Táizhōng xiàn) w miasto wydzielone (chiń. 直轄市, zhíxiáshì); wszystkie gminy wiejskie (chiń. 鄉, xiāng), jak Tanzi, miejskie oraz miasta wchodzące w skład powiatu zostały przekształcone w dzielnice (chiń. 區, qū). Ustawa weszła w życie 25 grudnia 2010 roku.
Populacja dzielnicy Tanzi w 2016 roku liczyła 107 530 mieszkańców – 54 353 kobiety i 53 177 mężczyzn. Liczba gospodarstw domowych wynosiła 35 955, co oznacza, że w jednym gospodarstwie zamieszkiwało średnio 2,99 osób.

## Demografia (2011–2016)
| Rok  | Liczba ludności | Gęstość zaludnienia | Kobiety | Mężczyźni | Gospodarstwa domowe |
| ---- | --------------- | ------------------- | ------- | --------- | ------------------- |
| 2011 | 101 781         | 3937                | 51 176  | 50 605    | 33 080              |
| 2012 | 103 516         | 4004                | 52 060  | 51 456    | 33 754              |
| 2013 | 104 471         | 4041                | 52 567  | 51 904    | 34 217              |
| 2014 | 105 165         | 4068                | 52 969  | 52 196    | 34 709              |
| 2015 | 106 557         | 4122                | 53 719  | 52 838    | 35 466              |
| 2016 | 107 530         | 4159                | 54 353  | 53 177    | 35 955              |